# Symphyodon gollanioides
Symphyodon gollanioides är en bladmossart som beskrevs av Noguchi 1972. Symphyodon gollanioides ingår i släktet Symphyodon och familjen Daltoniaceae. Inga underarter finns listade i Catalogue of Life.